# Università degli Studi di Siena
L'Università degli Studi di Siena (UniSi) è un'università statale italiana fondata nel 1240 con le Scuole di Medicina e Diritto. È una delle più antiche università al mondo.
Ha la sede principale a Siena ma possiede anche alcune sedi distaccate ad Arezzo, Grosseto e San Giovanni Valdarno. Nel 1990 l'Ateneo senese ha festeggiato i 750 anni di attività accademica.

## Storia

### La fondazione
È documentata l'esistenza di una scuola episcopale nell'XI secolo, attiva fino ai primi decenni del XIII secolo. Ma la prima notizia sull'istituzione di un vero e proprio Studium risale al 1240: da un documento, un decreto del podestà Ildebrandino Cacciaconti che imponeva a tutti coloro che affittavano alloggi agli studenti il pagamento di una tassa al Comune, con la quale finanziare e stipendiare i professori dello "Studio Senese", si apprende dell'esistenza di uno Studio "provinciale" finanziato dal Comune e costituito dalle scuole di grammatica, diritto e medicina. Presso la scuola medica insegnò in quegli anni, dal 1245 al 1250, anche Pietro Ispano che nel 1276 sarebbe diventato papa Giovanni XXI. Nel 1246 fu istituito a Siena anche uno Studio di diritto finanziato dall'imperatore Federico II con lo scopo di danneggiare l'Università di Bologna. Il 29 novembre 1252 papa Innocenzo IV con il privilegio Vestra ferventer concesse ai maestri e agli scolari senesi l'immunità fiscale. Tra i giuristi che insegnarono nella seconda metà del XIII secolo si possono segnalare Benincasa da Laterina, Pepo Salvani e Giacomo Pagliaresi.

### Dal XIV al XVI secolo

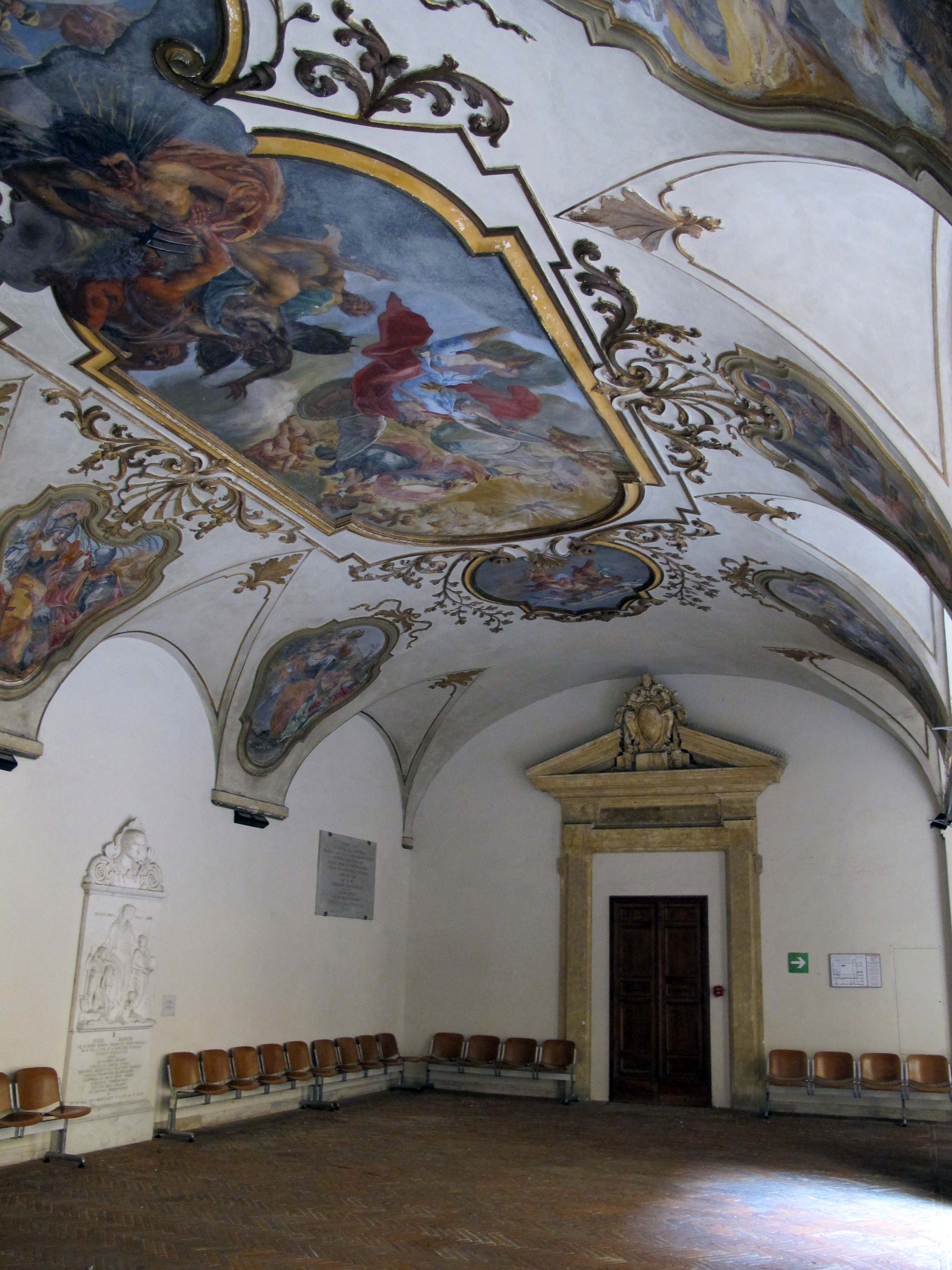
Sede del Rettorato, affreschi nel cortile interno.

Nel 1321, a causa di una forte diatriba tra gli studenti dell'università bolognese e il podestà della città, Siena accolse numerosi professori e studenti fuoriusciti dall'università felsinea, istigati anche da un locale lettore di legge Guglielmo Tolomei.
Il 16 agosto 1357 l'imperatore Carlo IV, in un diploma concesso a Praga, riconobbe lo studio senese come Studium Generale e lo pose sotto la sua protezione, riconoscendolo fra le Università del Sacro Romano Impero.
Il 7 maggio 1408 papa Gregorio XII confermò i privilegi di Studium Generale concessi mezzo secolo prima dall'imperatore, promulgando ben otto bolle inviate a Siena da Lucca, tra le quali In Apostolicae Sedis specula con cui istituì anche lo Studium di teologia, conferì ai docenti e agli studenti senesi gli stessi privilegi concessi ai loro colleghi di Bologna e Parigi, e dispose, inoltre, la fondazione del collegio noto come "Casa della Sapienza", una struttura destinata ad accogliere gli studenti "fuori sede", collocata nei locali della soppressa Domus Misericordiae, che richiamò scolari da tutta Europa; questa accoglierà i primi ospiti nel 1416, al prezzo di cinquanta fiorini.
Tra i professori che insegnarono a Siena nel XIV secolo possono essere menzionati i giuristi Federico Petrucci, Paolo Liazari, Cino da Pistoia, Andrea Ciaffi, Neri Pagliaresi, Pietro Ancharano, Baldo degli Ubaldi, Tommaso Corsini; i medici Ugo Benci, Gentile da Foligno, Dino del Garbo, e Riccardo da Parma; i grammatici Nofrio e Pietro d'Ovile, il matematico Guido Bonatti, l'astrologo/astronomo Cecco d'Ascoli. Nel XV secolo si distinsero i giuristi Niccolò Tedeschi detto il Panormitano, Francesco Accolti, Filippo Decio e Mariano Socini il vecchio; Jacopo da Forlì e Alessandro Sermoneta in medicina; il teologo Francesco della Rovere (poi Papa Sisto IV), gli umanisti Agostino Dati e Francesco Filelfo in lettere. Tra gli scolari Giovanni Marrasio, Antonio Beccadelli detto il Panormita ed Enea Silvio Piccolomini, futuro papa Pio II.
Con il Cinquecento inizia un periodo di decadenza della città, ma lo Studio fu uno dei pochi centri di sviluppo e di innovazione ancora attivi in città che riuscì a convogliare a Siena le innovazioni e le idee contemporanee. Anche dopo la caduta della città per mano fiorentina avvenuta il 21 aprile 1555, dopo un lungo ed estenuante assedio, e la concorrenza dell'Università di Pisa, divenuta l'ateneo di riferimento del Granducato di Toscana per volontà degli stessi Medici, la città riuscì a conservare il proprio Ateneo. Nel 1569 fu creata una nuova commissione, composta dai membri della Balia, e furono approvati gli statuti delle numerose nationes degli scolari tedeschi a Siena. Furono in seguito inaugurati i concorsi a cattedre, e nel 1591 furono attribuiti nuovi poteri al Rettore dello Studium, eletto dagli scolari, ma anche dalle più alte magistrature cittadine. Tra i professori che si distinsero nel XVI secolo si possono ricordare il giurista Claudio Tolomei, e gli umanisti Eurialo da Ascoli e Jacopo Griffoli.

### Dal XVII secolo a oggi

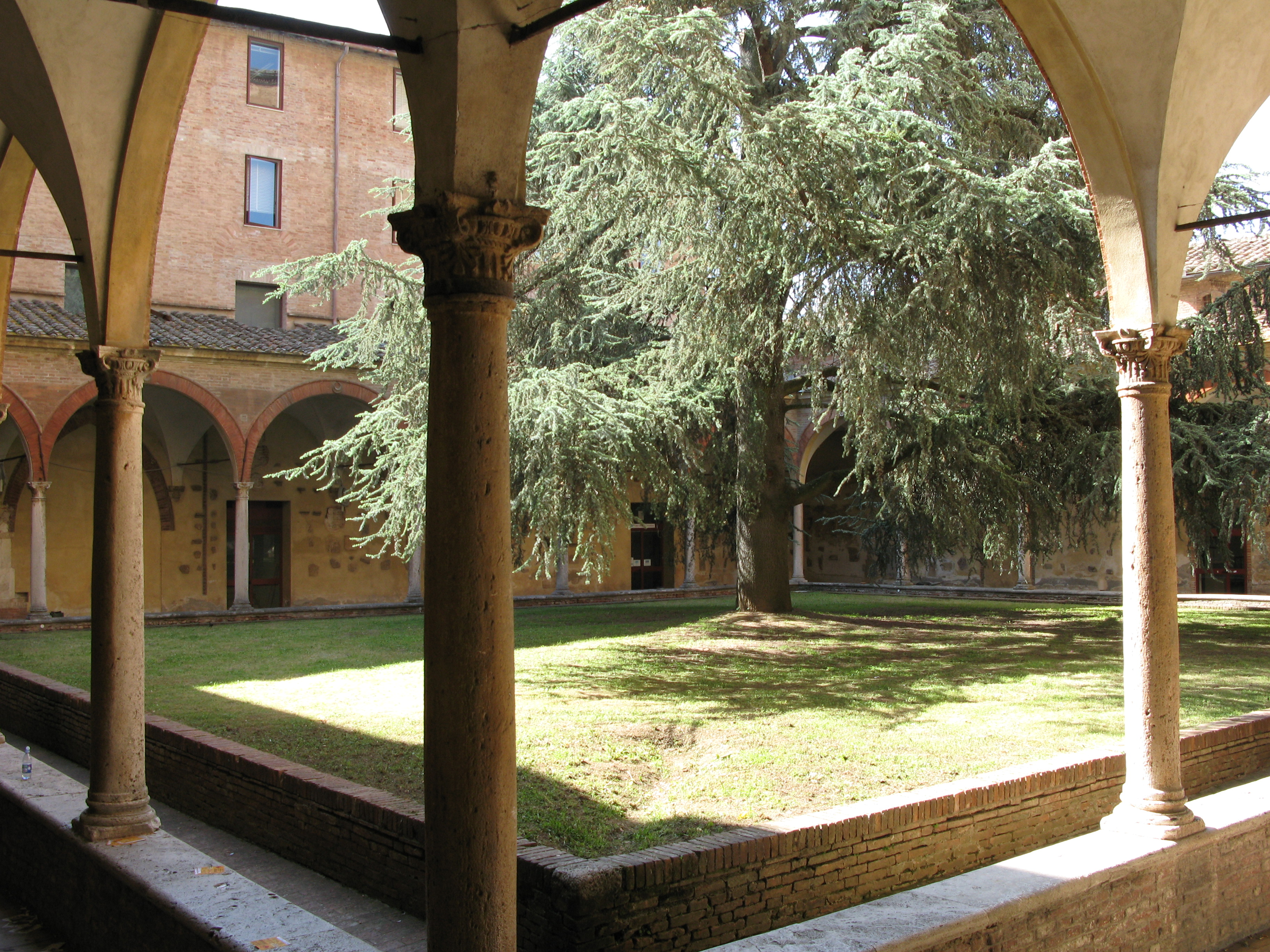
Chiostro del Complesso di San Francesco, sede del Dipartimento Economia politica e statistica e del Dipartimento di studi aziendali e giuridici.

Nonostante gli sforzi profusi per far uscire Siena e il suo ateneo dalla crisi, si registrò comunque un generale declino degli studi. Tra i professori del XVII secolo che possono essere menzionati si ricordano i giuristi Silvio Spannocchi e Francesco Accarigi; nei corsi scientifici possono essere ricordati Francesco Pifferi, il matematico Teofilo Gallaccini, il botanico Pirro Maria Gabrielli, che diede vita a Siena all'Accademia dei Fisiocritici, Michelangelo Mori e Ottavio Nerucci, e i matematici Candido Pistoi e Domenico Bartaloni, e il botanico Biagio Bartalini, direttore dell'Orto botanico di Siena. Il primo docente di Storia della Chiesa fu Domenico Valentini (1743), mentre la prima cattedra di teologia morale e di sacre scritture fu stabilita tra 1775 e il 1777.
Con l'avvento degli Asburgo-Lorena, Leopoldo I dette all'ateneo senese una nuova organizzazione e il numero delle cattedre fu incrementato. Tra i docenti di questo periodo possono essere menzionati il giurista Francesco Antonio Mori, il docente di economia politica Alberto Rinieri de' Rocchi, il medico Giacomo Barzellotti, e Luigi de Angelis, docente di teologia dal 1803 e autore di saggi sull'arte senese.
Ma nel 1808, con l'invasione francese, lo Studio senese venne chiuso, per riaprire i battenti solo con la Restaurazione. Nel 1848 gli studenti senesi dimostrarono il loro patriottismo e parteciparono in grande numero alla battaglia di Curtatone e Montanara inquadrati nella "Compagnia della Guardia Universitaria", formata tra studenti e professori. Queste posizioni risorgimentali spinsero il Granduca di Toscana a chiudere la scuola medica, risparmiando solo giurisprudenza e teologia.
Solo nel 1859 l'Università riprese spinta e, con dei cambiamenti di statuti, rese famose le scuole di farmacia, ostetricia e rinvigorì la scuola medica, trasformando il Santa Maria della Scala in policlinico universitario. Nel 1880 la facoltà di giurisprudenza fondò il "Circolo Giuridico".
Nonostante questa ripresa attività, nel 1892 l'allora ministro della Pubblica Istruzione, Ferdinando Martini, propose di chiudere l'ateneo senese. Una sollevazione popolare, animata da uno sciopero generale e l'intervento delle istituzioni cittadine costrinse il ministro a ritirare la proposta.
Il Novecento ha visto la crescita dell'Ateneo, passato dai quattrocento studenti iscritti a cavallo delle due guerre ai quasi 20 000. Le facoltà sono aumentate: alle storiche facoltà di Medicina e chirurgia e di Giurisprudenza si sono aggiunte Farmacia (1933), Scienze matematiche, fisiche e naturali (1962), Economia (1966), Lettere e filosofia di Arezzo (nata come Magistero, 1969), Lettere e filosofia (1970), Ingegneria (1992) e Scienze politiche (1997). Dal novembre 2012 le facoltà sono state sostituite da 15 dipartimenti.

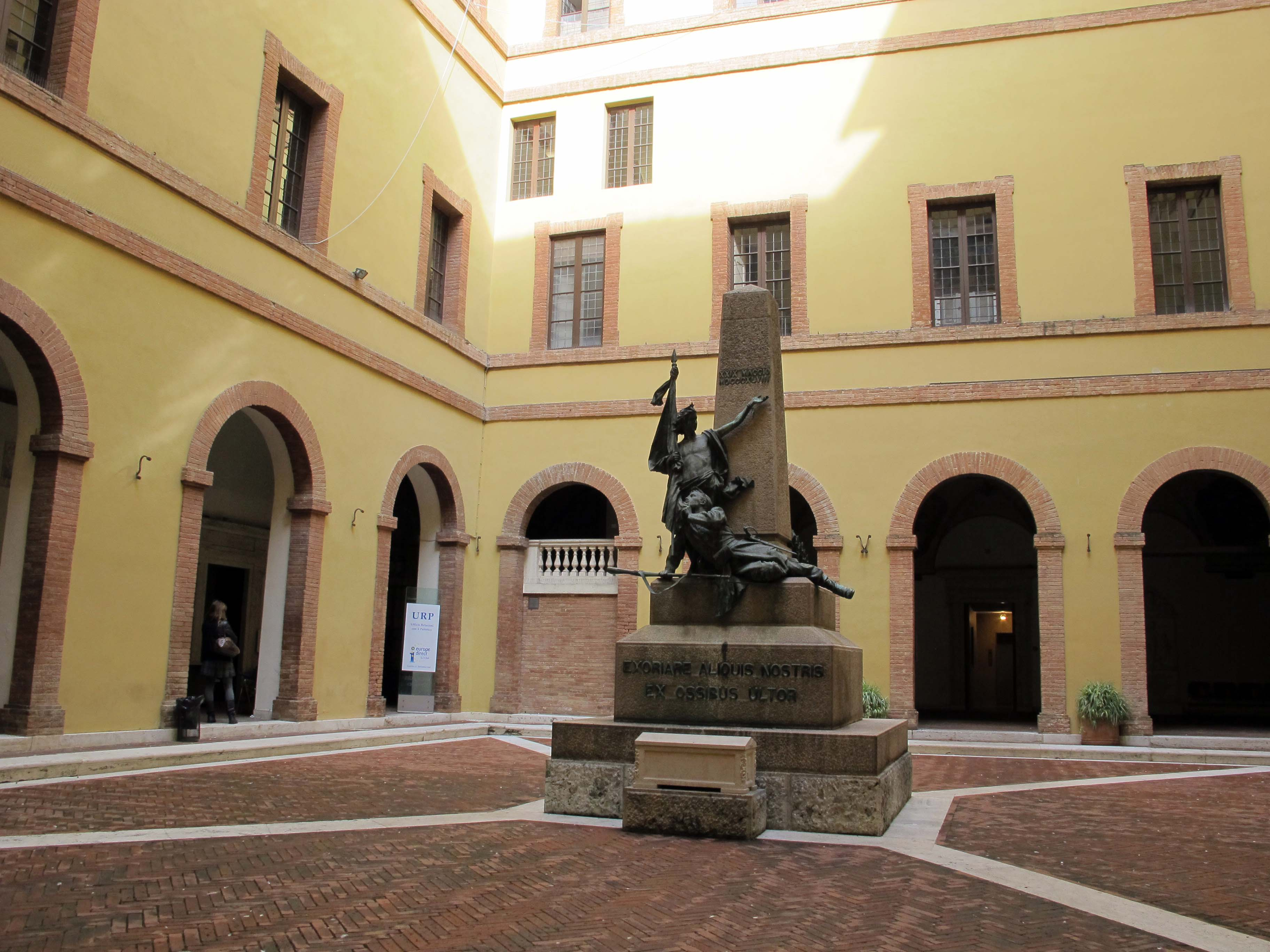
Il cortile del palazzo dell'Università a Siena.

## Struttura

### La sede
La sede centrale dell'Università si trova negli ambienti dell'ex-monastero di San Vigilio, in Banchi di Sotto angolo via San Vigilio. La sede risale, nel nucleo originario, all'XI-XII secolo, ricostruita poi nel XVI e restaurata nel 1891 da Giuseppe Partini.
Al centro dell'edificio un cortile porticato ospita il monumento agli studenti caduti nella battaglia di Curtatone (il 29 maggio 1848), gruppo bronzeo di Raffaello Romanelli, nonché la tomba di Guglielmo di Ciliano e Niccolò Aringhieri dalla chiesa di San Domenico, furono di un riassemblaggio ottocentesco di due monumenti di cui uno è opera di Goro di Gregorio (1325 circa); vi si trova inoltre una memoria di Giulio Bianchi Bandinelli, "maire" di Siena, di Pietro Tenerani.

### Dipartimenti

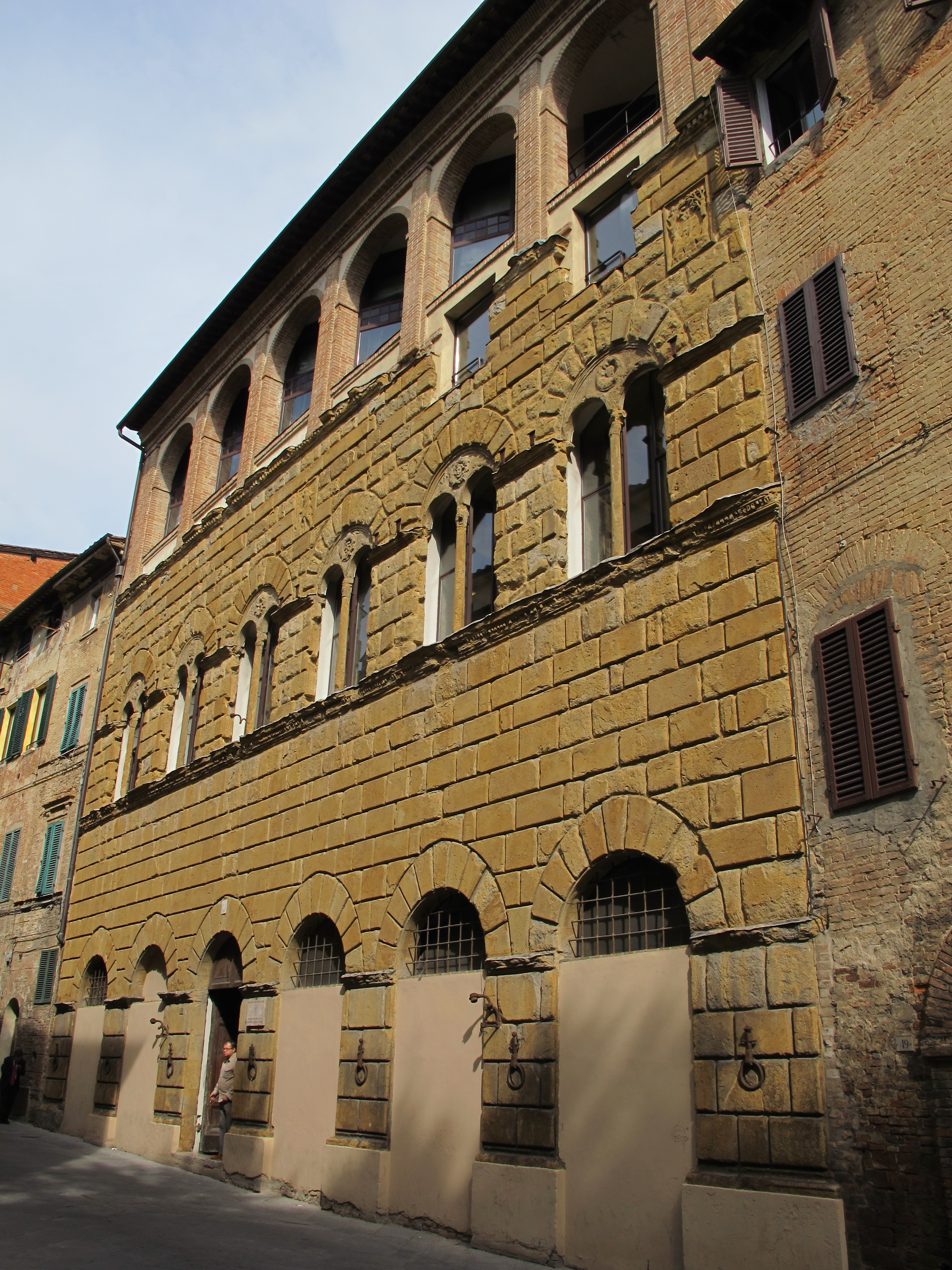
Palazzo San Galgano, sede del Dipartimento di Scienze Storiche e dei Beni Culturali.

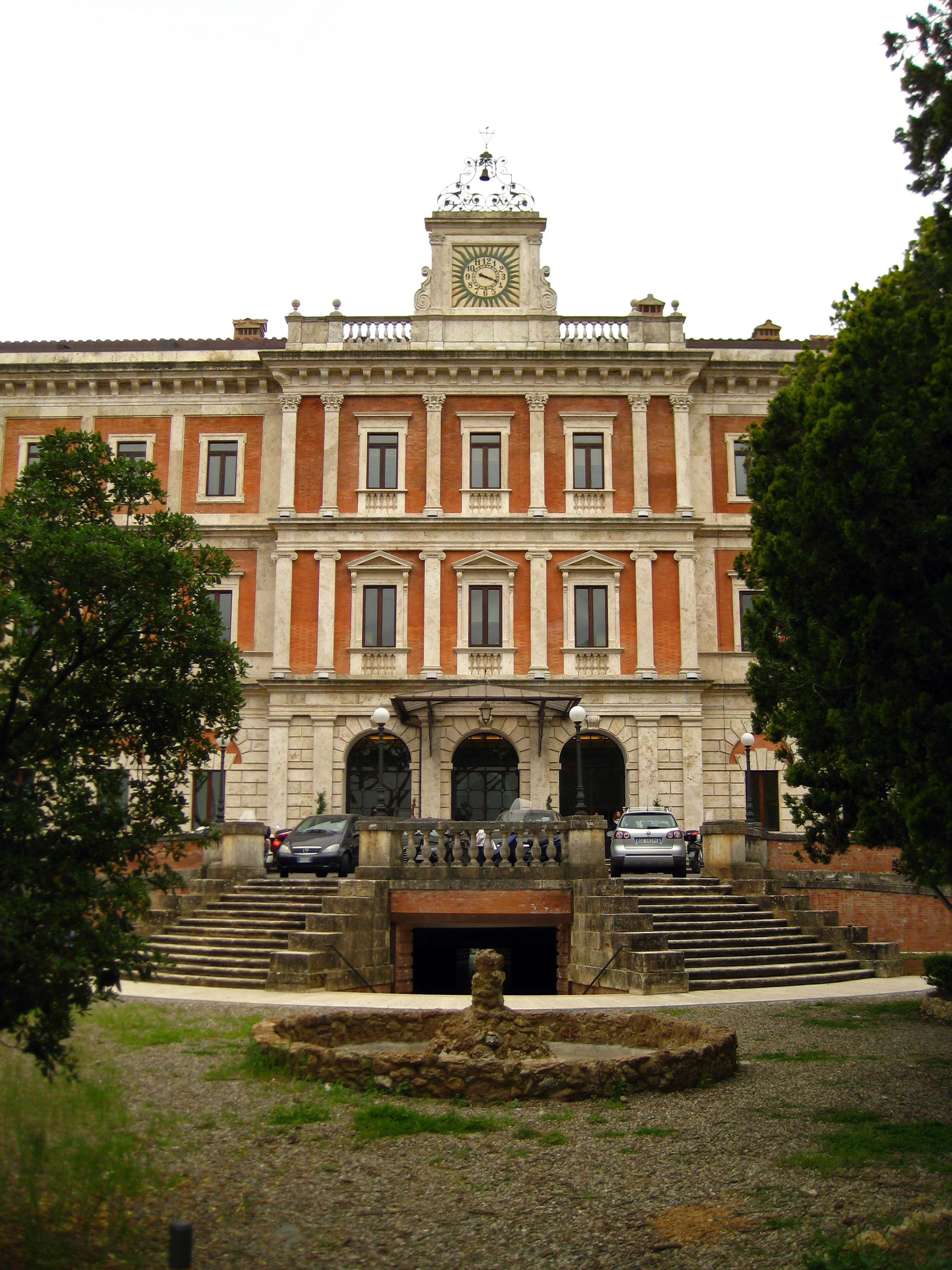
San Niccolò, sede di quattro dipartimenti.

L'università è organizzata nei seguenti dipartimenti:
- Biotecnologie, chimica e farmacia
- Biotecnologie mediche
- Economia politica e statistica
- Filologia e critica delle letterature antiche e moderne
- Giurisprudenza
- Ingegneria dell'informazione e scienze matematiche
- Medicina molecolare e dello sviluppo
- Scienze fisiche, della Terra e dell'ambiente
- Scienze mediche, chirurgiche e neuroscienze
- Scienze politiche e internazionali
- Scienze sociali, politiche e cognitive
- Scienze storiche e dei beni culturali
- Scienze della vita
- Studi aziendali e giuridici

### Scuola superiore Santa Chiara
La Scuola superiore Santa Chiara è l'istituzione d'eccellenza dell'Ateneo riservata ai dottorati di ricerca, fondata nel 2004, ha due principali strutture residenziali: il "collegio dottorale Santa Chiara" e i "conservatori riuniti", localizzati entrambi nel centro storico di Siena. Le strutture possono ospitare studenti, giovani dottorandi e docenti per brevi o lunghi periodi. La scuola Santa Chiara riprende le attività della storica Domus Sapientiae, la Casa della Sapienza, fondata nel 1408. La Domus Sapientiae, che ospitò per secoli gli studenti non senesi, e in particolare quelli stranieri, fu soppressa nell'Ottocento.

### Poli universitari
L'università ha attivato corsi presso il "Polo Universitario Aretino" e il "Polo Universitario Grossetano". A San Giovanni Valdarno (AR) presso il Centro di Geotecnologie (CGT) dell'Università di Siena vengono svolte attività di ricerca nell'ambito delle tecnologie applicate alle Scienze della Terra. Presso il CGT si svolge anche l'attività didattica del corso di Laurea in Geotecnologie e della laurea Specialistica in Geologia Applicata.

### Sistema bibliotecario
Le biblioteche dell'Università di Siena sono organizzate nel Sistema Bibliotecario d'Ateneo, coordinato dal 2013 dalla Divisione Coordinamento, e raggruppate per area disciplinare:
- Biblioteca di Area Umanistica, organizzata in 2 sedi: Siena[16] e Arezzo[17]
- Biblioteca di Area Scientifico Tecnologica, organizzata in 2 sedi: Sede San Niccolò e Sede del Laterino.
- Biblioteca di Area Economica
- Biblioteca di Area Giuridico Politologica ("Circolo Giuridico")
- Biblioteca di Area Medico Farmaco Biologica, è organizzata in 3 sedi: Medicina Le Scotte,[18] Medicina San Miniato, Farmacia San Miniato.

### Sistema museale
Il Sistema museale d'Ateneo (SIMUS), istituito nel novembre 2007 e formalizzato nel 2012, costituisce un sistema coordinato di strutture e servizi coordinato dal Centro Servizi di Ateneo SIMUS. ha come obiettivo la raccolta, tutela, arricchimento, classificazione, valorizzazione, studio ed esposizione al pubblico dei beni posseduti.
Il Simus è organizzato in 8 realtà museali: 
- Archivio e Percorso Storico di Ateneo
- Collezione degli Strumenti di Fisica
- Collezioni di Preistoria, Archeologia Classica e Archeologia Medievale
- Museo Anatomico “Leonetto Comparini”
- Museo Botanico: Orto Botanico e Herbarium
- Museo di Scienze della Terra
- Museo di Strumentaria Medica
- Osservatorio Astronomico

## Radio
All'interno dell'Università di Siena nel 1998 nasce "Facoltà di Frequenza", radio ufficiale dell'ateneo e prima radio universitaria italiana. Ha trasmesso nel comprensorio della città di Siena in FM sui 99,40 MHz ed è stata ricevibile in streaming via web direttamente dal sito della radio. Nel 2009 ha cessato le trasmissioni e dal 2010 è attiva un'altra emittente denominata "uRadio", la quale ha sede all'interno del Santa Chiara Lab.

## Centro MedioEva
Il Centro MedioEva è stato fondato nel giugno del 2022 ed è un centro internazionale e interuniversitario a cui partecipa l'Università degli Studi di Siena, l'Università degli Studi di Roma "La Sapienza" e l'Università di Tours. Il Centro nasce dalla necessità di promuovere, coordinare e realizzare attività di ricerca, convegni e pubblicazioni sulla letteratura femminile composta in latino e nelle lingue volgari nell'Europa medievale. 

## Primi membri della Deputazione
- Armando Sforzolini da Gubbio
- Georg Fugger (Giorgio Fuccaro o Fuccari) (1593-XVII secolo)

## Provveditori
- Guido Savini (1777-1779)
- Ansano Luti (1779-1807)
- Daniele Berlinghieri (1815-1827)
- Giovanni Piccolomini (1827-1839)
- Giulio Puccioni (1841-1849)
- Stanislao Grottanelli (1849-1851)
- Francesco Antonio Mori (1851-1859)

## Rettori
- Tommaso Pendola (1860-1865)
- Pietro Burresi (1865-1878)
- Giovanni Campani (1878-1879)
- Francesco Banchi (1879-1880)
- Giovanni Campani (1880-1888)
- Muzio Pampaloni (1888-1890)
- Attilio Tassi (1890-1892)
- Domenico Barduzzi (1892-1896)
- Luigi Moriani (1896-1898)
- Domenico Barduzzi (1898-1900)
- Pietro Rossi (1900-1902)
- Domenico Barduzzi (1902-1904)
- Luigi Moriani (1905-1906)
- Domenico Barduzzi (1906-1908)
- Filippo Virgili (1908-1910)
- Domenico Barduzzi (1910-1912)
- Pietro Rossi (1912-1914)
- Achille Sclavo (1914-1917)
- Mario Betti (1917-1919)
- Pietro Rossi (1919-1921)
- Onofrio Fragnito (1921-1924)
- Achille Sclavo (1924-1926)
- Gino Pollacci (1926-1927)
- Achille Sclavo (1927-1929)
- Bernardino Lunghetti (1929-1932)
- Giovanni Petragnani (1932-1935)
- Alessandro Raselli (1935-1939)
- Francesco Spirito (1939-1944)
- Giovanni Cicogna (1944)
- Mario Bracci (1944-1955)
- Giuseppe Bianchini (1955-1964)
- Giovanni Dòmini (1964-1970)
- Mauro Barni (1970-1979)
- Adalberto Grossi (1979-1984)
- Luigi Berlinguer (1985-1994)
- Piero Tosi (1994-2006)
- Silvano Focardi (2006-2010)
- Angelo Riccaboni (2010-2016)
- Francesco Frati (2016-2022)
- Roberto Di Pietra (2022-)